# UGC 9
UGC 9 es una galaxia localizada en la constelación de Piscis.